# 도큐 도요코선
도큐 전철 도요코 선(일본어: 東急東横線、とうきゅうとうよこせん 도큐 도요코센[*])은 도큐 전철의 철도 노선으로, 일본 도쿄도 시부야구에 있는 시부야역과 가나가와현 요코하마시 니시구에 있는 요코하마역을 잇는다.
게이힌 지역의 양대 도시인 도쿄와 요코하마를 잇는 주요 노선으로, 미나토미라이 선과 도쿄 지하철 후쿠토신 선, 세이부 철도 이케부쿠로 선, 도부 철도 도조 본선과 직결 운행하고 있다.

## 역사
- 2013년 3월 16일: 도쿄 지하철 후쿠토신 선과 직결 운행 시작.
  - 직결 시작으로 도쿄 급행 전철, 요코하마 고속철도, 도쿄메트로, 세이부 철도, 도부 철도 5개 노선이 연결되며, 동시에 도쿄 지하철 히비야 선과의 직통운행이 종료되었다.

## 운행 형태
운행 종별로는 특급, 통근특급, 급행, 각역정차가 있다.

### 특급
도요코 선 및 미나토미라이 선 내에서만 운행하는 열차로, 승차권만으로도 승차할 수 있다. 평일에는 낮에만 운행하며, 주말 및 휴일에는 첫차·막차 시간을 제외하고 종일 운행한다. 10량 편성의 열차로 운행하며, 시부야 - 요코하마 구간을 26분에 잇는다. 대부분의 열차가 도쿄 지하철 후쿠토신 선에 직통하며, 후쿠토신 선 내에서는 대부분 급행으로 운행한다. 소수의 와코시 역 착발 열차를 제외한 대부분의 열차가 세이부 철도 이케부쿠로 선 및 도부 철도 도조 본선까지 직통하며, 세이부 철도 이케부쿠로 선 내에서는 보통 고테사시 역이나 한노 역 착발 쾌속급행으로, 도부 철도 도조 본선 내에서는 보통 신린코엔역 착발 급행으로 운행한다.
2000년 8월 6일부터 운행을 시작했다. 이는 2001년 12월 1일 운행을 시작한 동일본여객철도의 쇼난 신주쿠 라인에 미리 대항하기 위해서였으며, 또 한 역마다 걸러서 정차하던 급행열차에 쏟아지던 승객의 항의에 대응하기 위해서이기도 했다. 2016년 3월 26일부터는 직통하는 모든 구간에서 급행 이상의 종별로 운행하는 열차에 F라이너라는 이름을 붙여 운행한다.

### 통근특급
평일 출퇴근 시간대에 특급 대신 운행하는 열차로, 10량 편성으로 운행한다. 특급 정차역에 더해, 히요시 역과 바샤미치 역, 니혼오도리 역에도 정차한다. 시부야 - 요코하마 구간을 27분에 이으며, 지유가오카 역과 기쿠나역에서 완급결합한다. 2017년 현재 아침에 상행 10회, 하행 6회 운행하며, 저녁에는 상행 27회, 하행 26회로 총 69회 운행한다. 상행 2회를 제외한 모든 열차가 도쿄 지하철 후쿠토신 선에 직통하며, 후쿠토신 선 내에서는 대부분 통근급행이나 급행으로 운행한다.
2003년 3월 19일부터 운행했으며, 당시에는 아침에 상행 4회, 저녁에 하행 11회로 총 15회 운행했다. 이후 2006년과 2007년, 2008년의 시각표 개정을 거쳐 현재의 운행 횟수에 이르렀다.

### 급행
각역정차를 빼면 가장 많은 역에 정차하며, 하루 종일 운행한다. 낮에는 주로 8량 편성으로 운행하나, 출퇴근 시간대에는 10량 편성으로 운행한다. 시부야 역에서 착발하는 일부 열차를 제외하면 모두 도쿄 지하철 후쿠토신 선 내에서 직통하며, 후쿠토신 선 내에서는 아침을 제외하면 각역정차로 운행한다. 낮에는 대부분이 와코시 역에서 착발하지만, 출퇴근 시간대에는 세이부 철도 이케부쿠로 선이나 도부 철도 도조 본선에도 직통한다.
급행이라는 이름과는 달리 정차역이 많은데, 요코하마 - 기쿠나 사이의 4개 역을 한번에 통과하는 것을 빼면, 한 역마다 걸러서 정차한다. 시부야 - 요코하마 구간을 29분에 잇는데, 이는 특급이나 통근특급에 비해 많이 정차하는 것을 고려해도 느린 편은 아니다. 이는 도요코 선의 나쁜 선형으로 인해 특급이라고 해도 빠르게 운행하기 어려운데다, 급행열차가 특급이나 통근특급을 대피하는 일이 없기 때문이다. 다만 이는 도요코 선 내에서만 해당하며, 도쿄 지하철 후쿠토신 선 내에서는 대부분 각역정차로 운행하므로, 시부야를 넘어서 이케부쿠로, 와코시, 신린코엔, 고테사시에는 특급이나 통근특급이 더 빨리 도착한다.
1935년 2월 1일부터 운행했으며, 1941년 8월 4일부터 1950년 8월 1일까지는 운행하지 않았다. 1955년 10월 1일부터 하루 종일 운행하기 시작했으며, 이후 중간 정차역을 늘려가면서 현재에 이르렀다.

### 각역정차
플랫폼 길이의 제한 때문에 모든 열차가 8량 편성으로 운행한다. 대부분 미나토미라이 선에 직통하며, 모토마치·주카가이 역에서 착발하는 열차는 지유가오카 역과 기쿠나 역에서 상위 종별의 열차를 먼저 보낸다. 낮에는 시간당 10회 운행하며, 시부야 역에서 착발하는 열차가 4회, 도쿄 지하철 후쿠토신 선에 직통하는 열차가 4회, 기쿠나 역과 신주쿠3초메 역을 잇는 열차가 2회 운행한다. 모든 열차가 후쿠토신 선 내에서 각역정차로 운행하며, 일부 열차는 와코시 역이나 호야 역, 샤쿠지코엔 역까지 직통한다.

## 차량

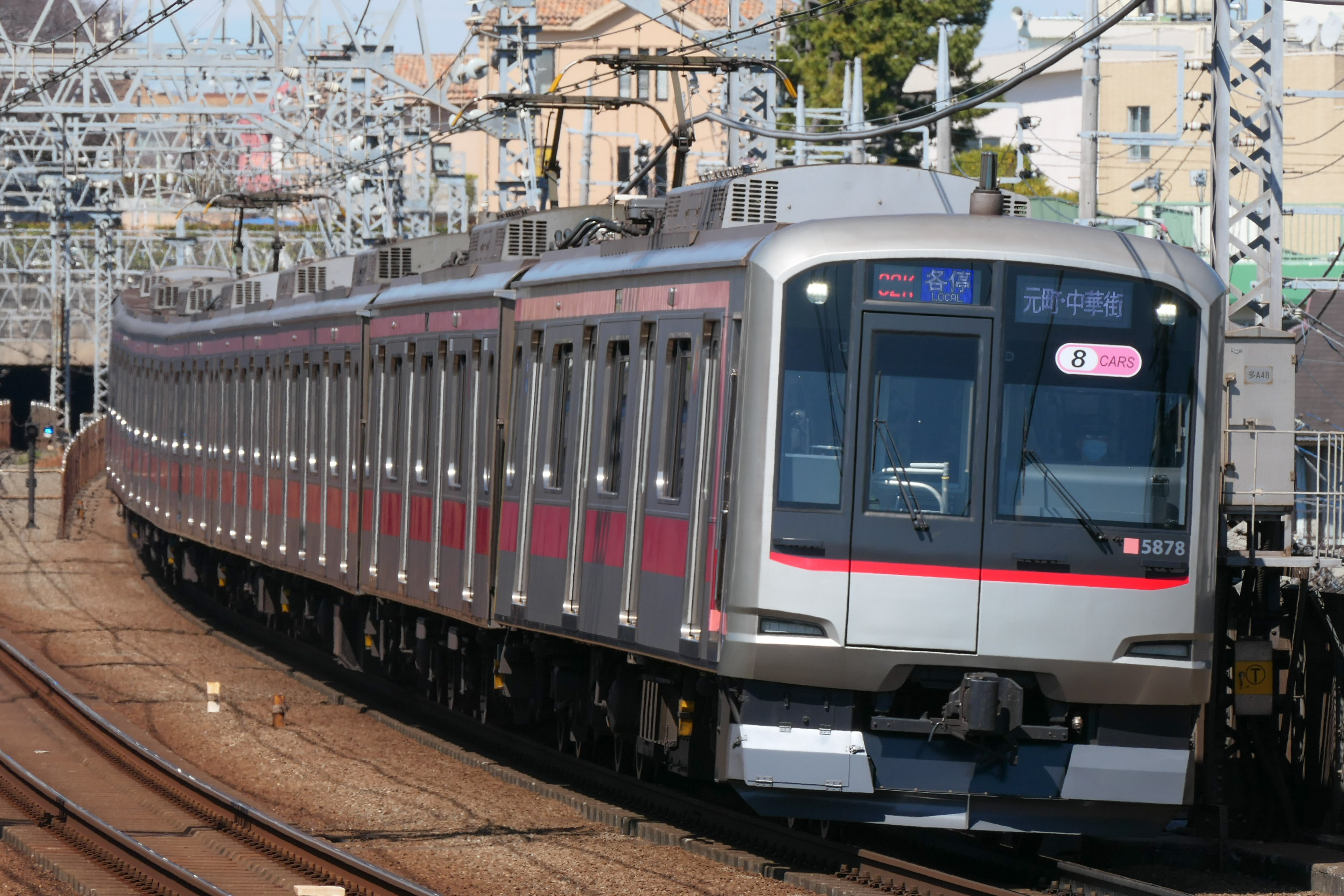
5050계
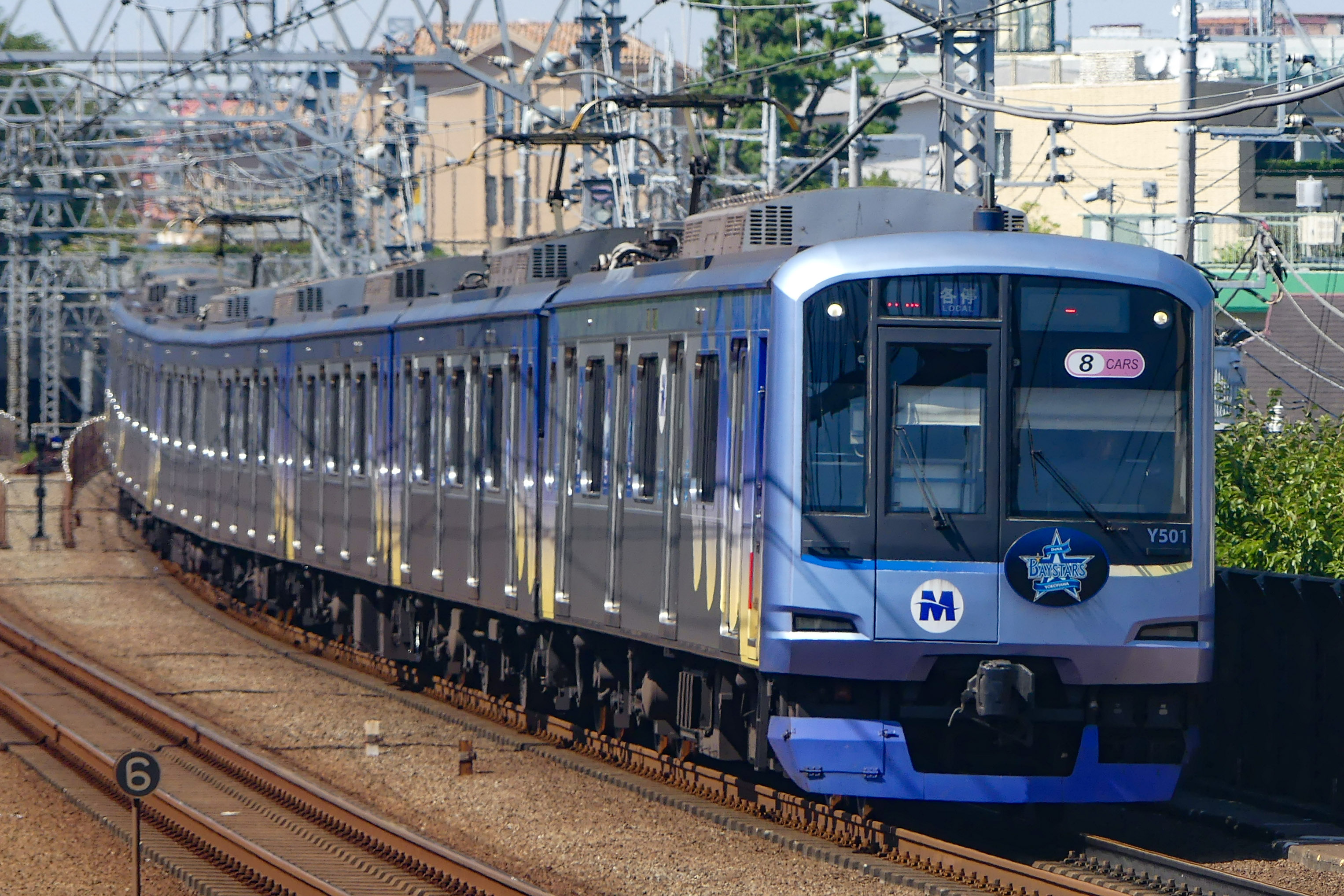
Y500계
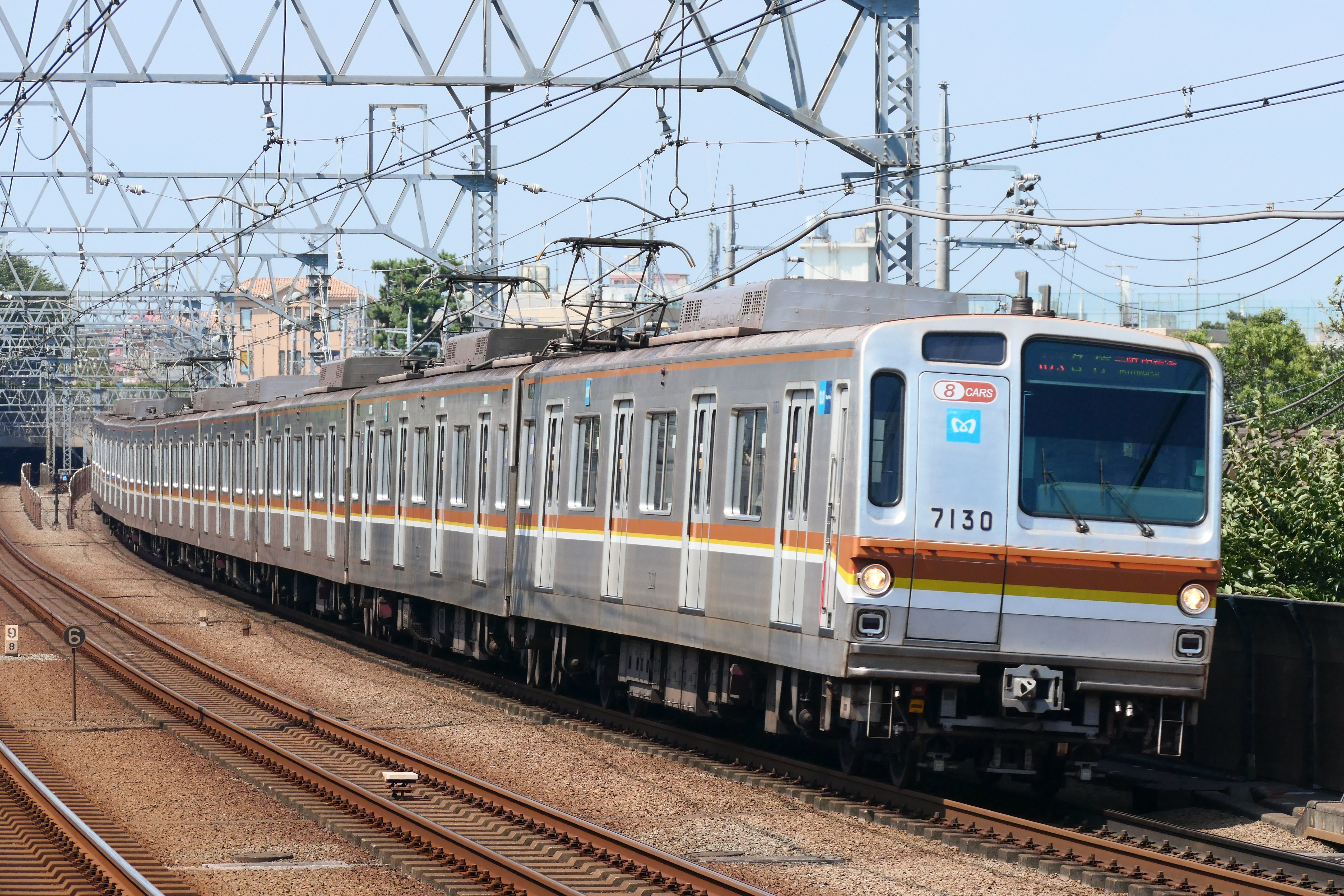
도쿄 메트로 7000계
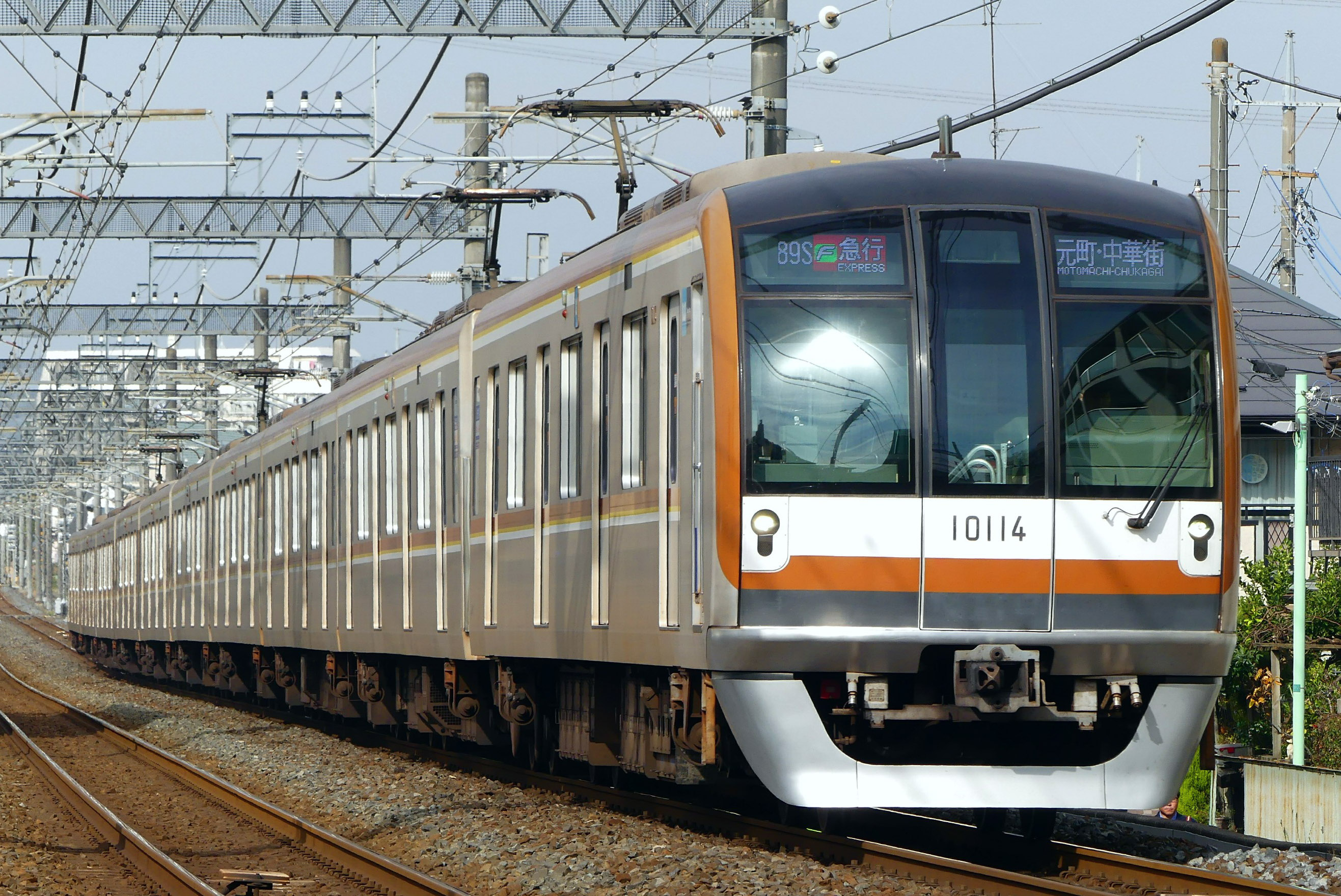
도쿄 메트로 10000계
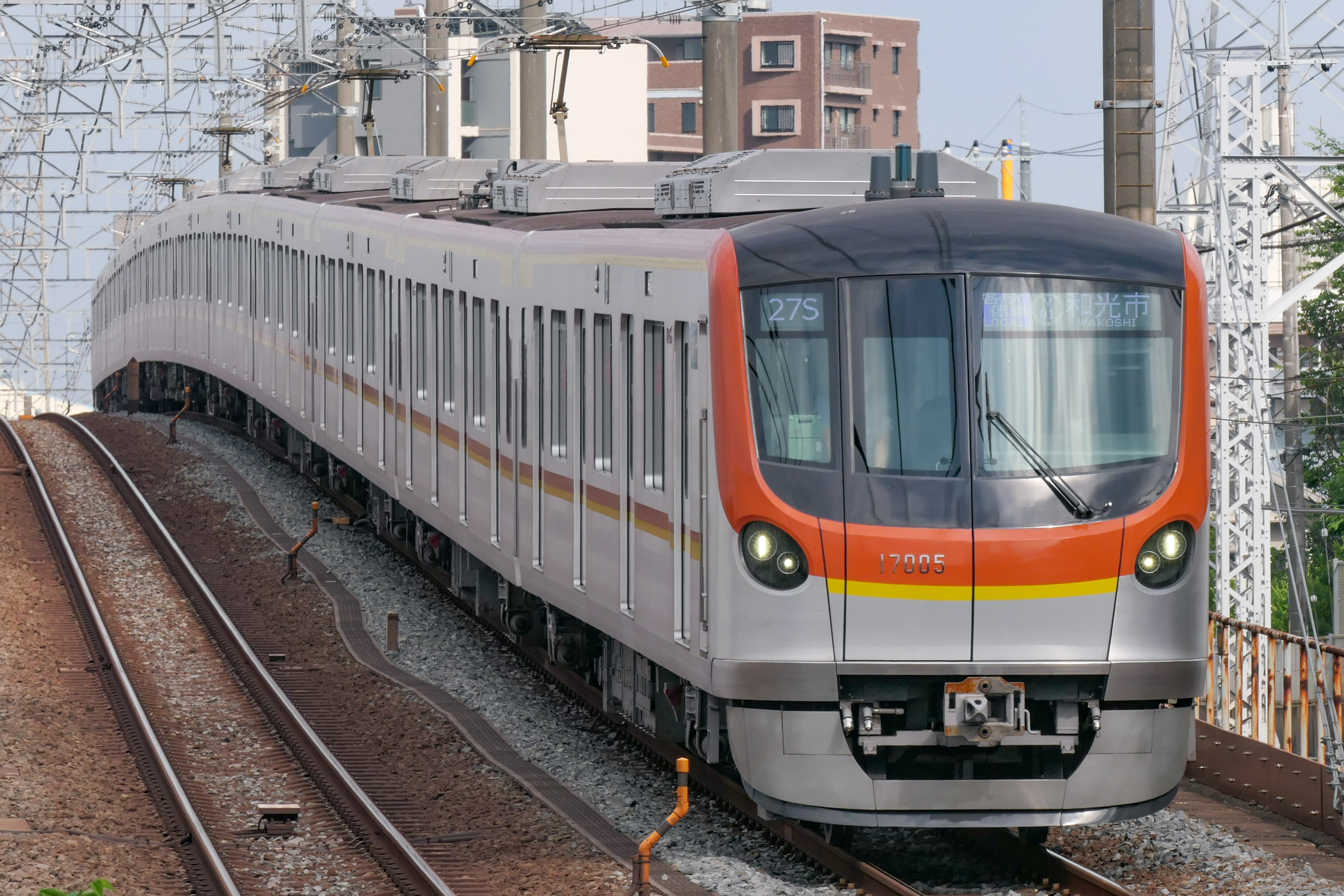
도쿄 메트로 17000계
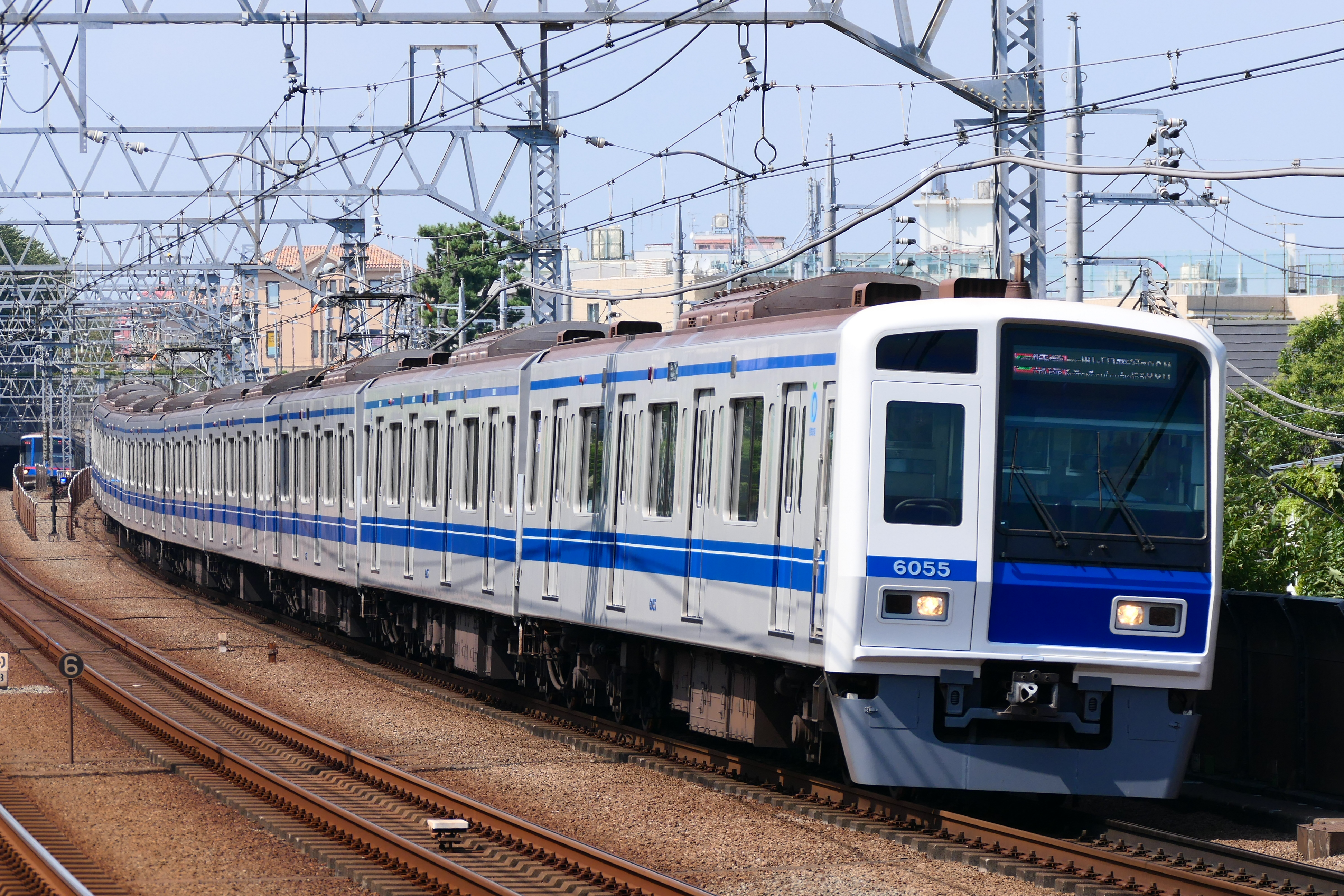
세이부 철도 6000계
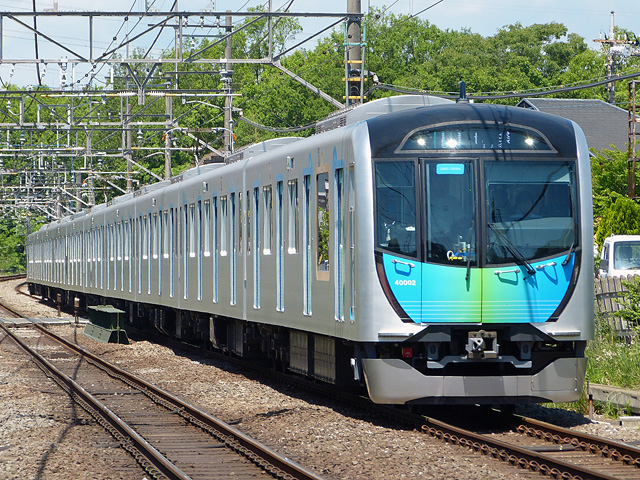
세이부 철도 40000계
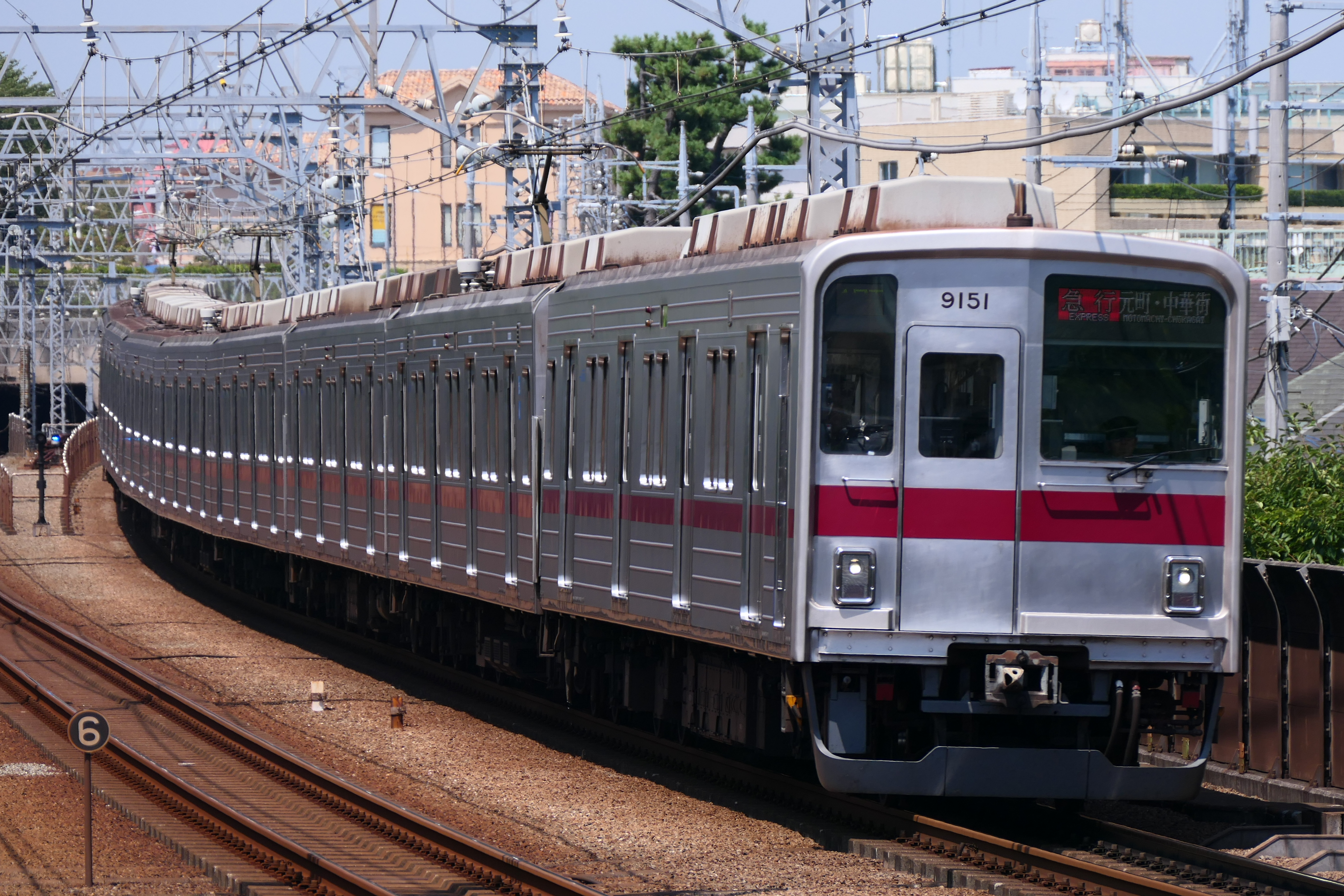
도부 철도 9000계·9050계
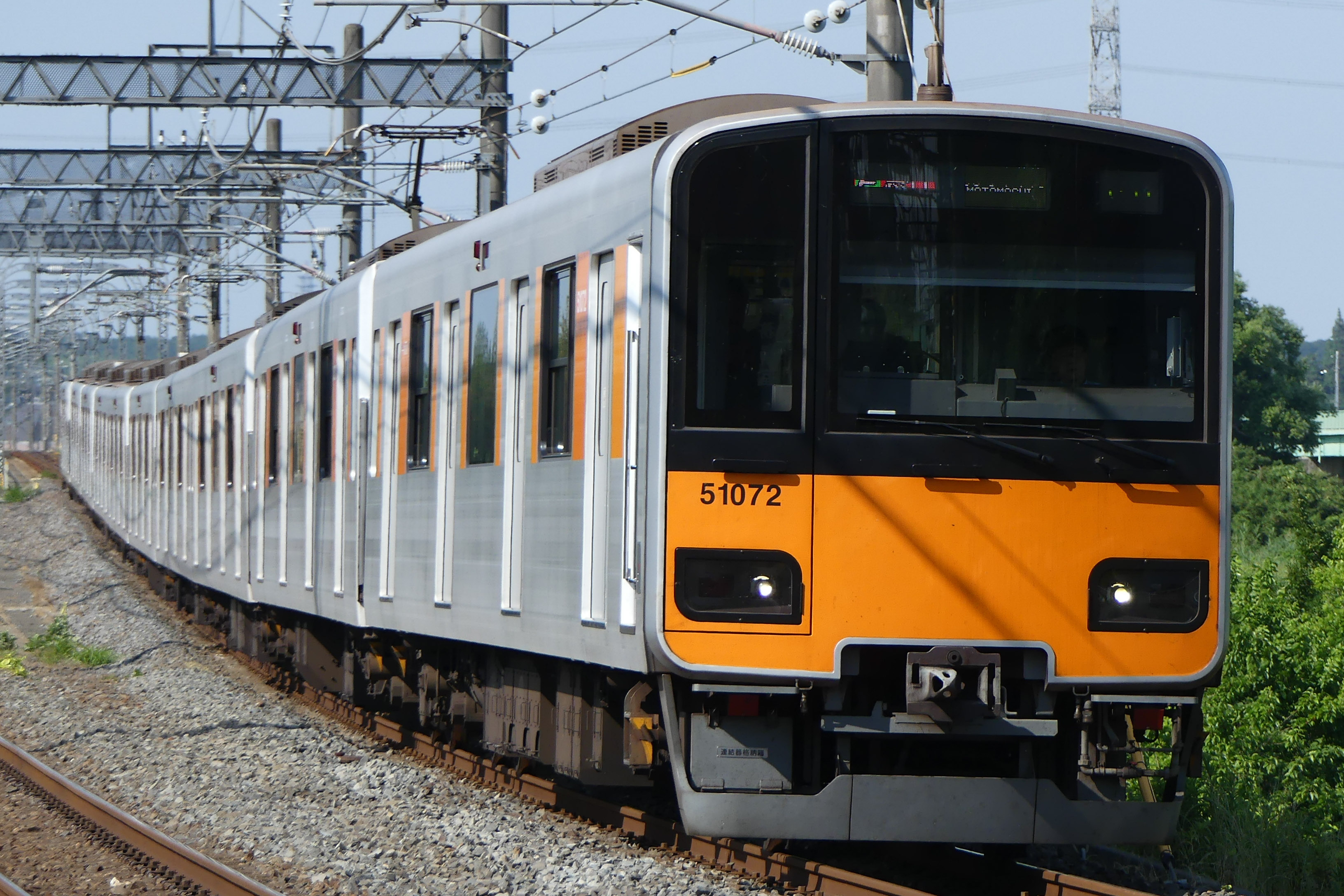
도부 철도 50070계

- 5050계
- Y500계
- 도쿄 메트로 7000계
- 도쿄 메트로 10000계
- 도쿄 메트로 17000계
- 세이부 철도 6000계
- 세이부 철도 40000계
- 도부 철도 9000계
- 도부 철도 50070계

### 퇴역 차량
- 1000계(2013년 3월 15일 운행 종료)
- 8000계(2008년 1월 13일 운행 종료)
- 9000계(2013년 3월 15일 운행 종료)
- 도쿄 메트로 03계(2013년 3월 15일 운행 종료, 나카메구로 ~ 기쿠나 구간)

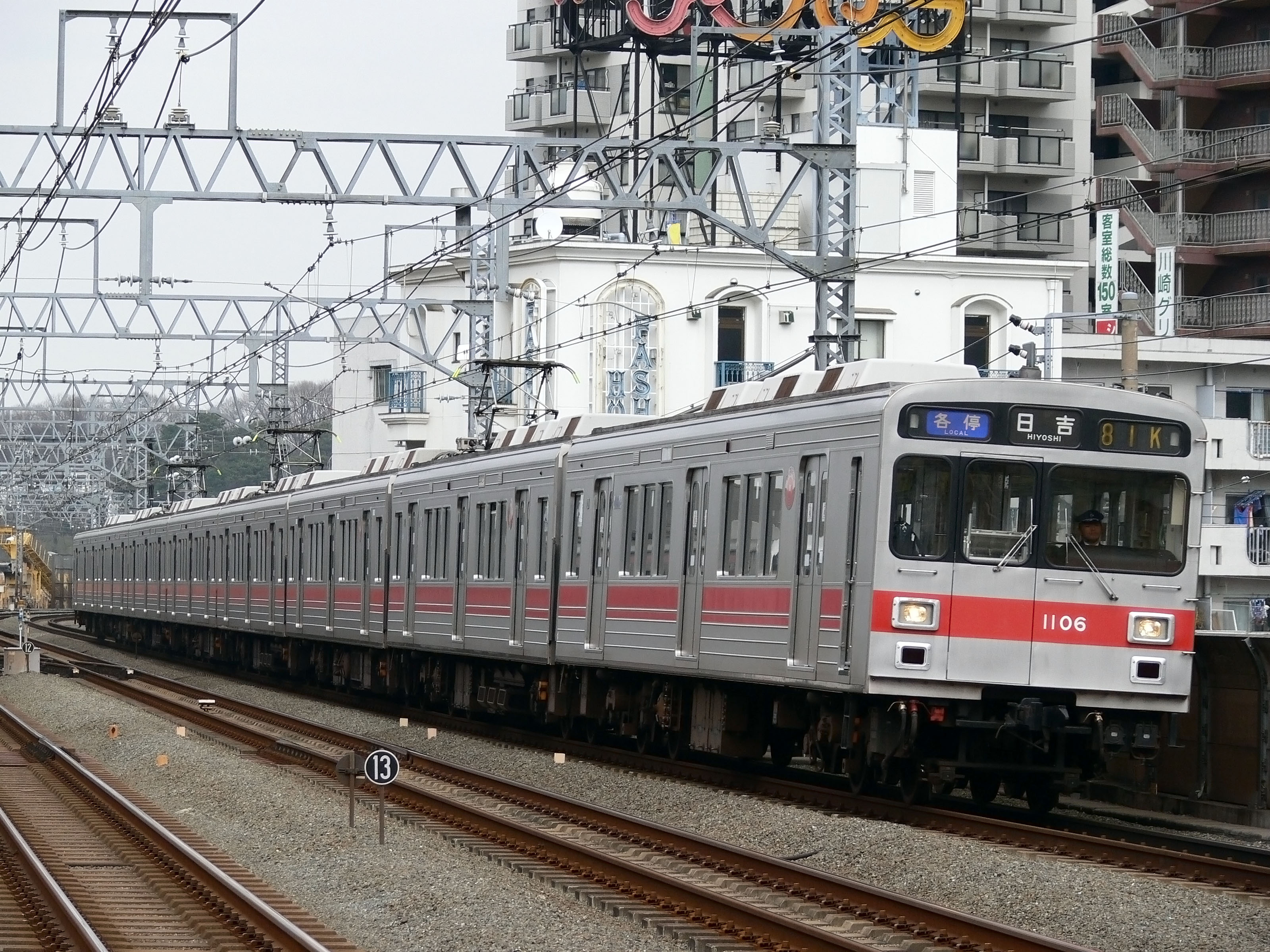
1000계
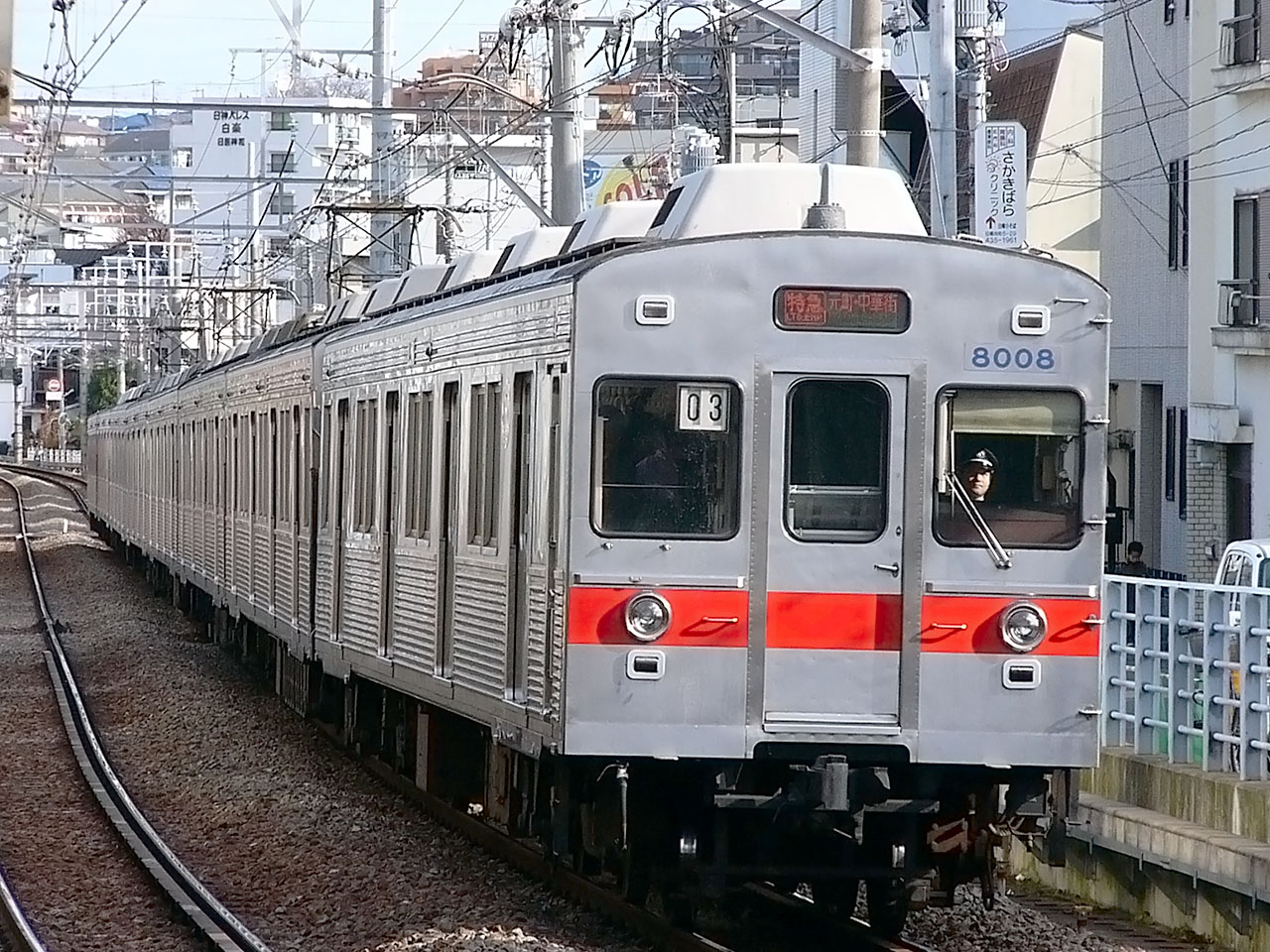
8000계
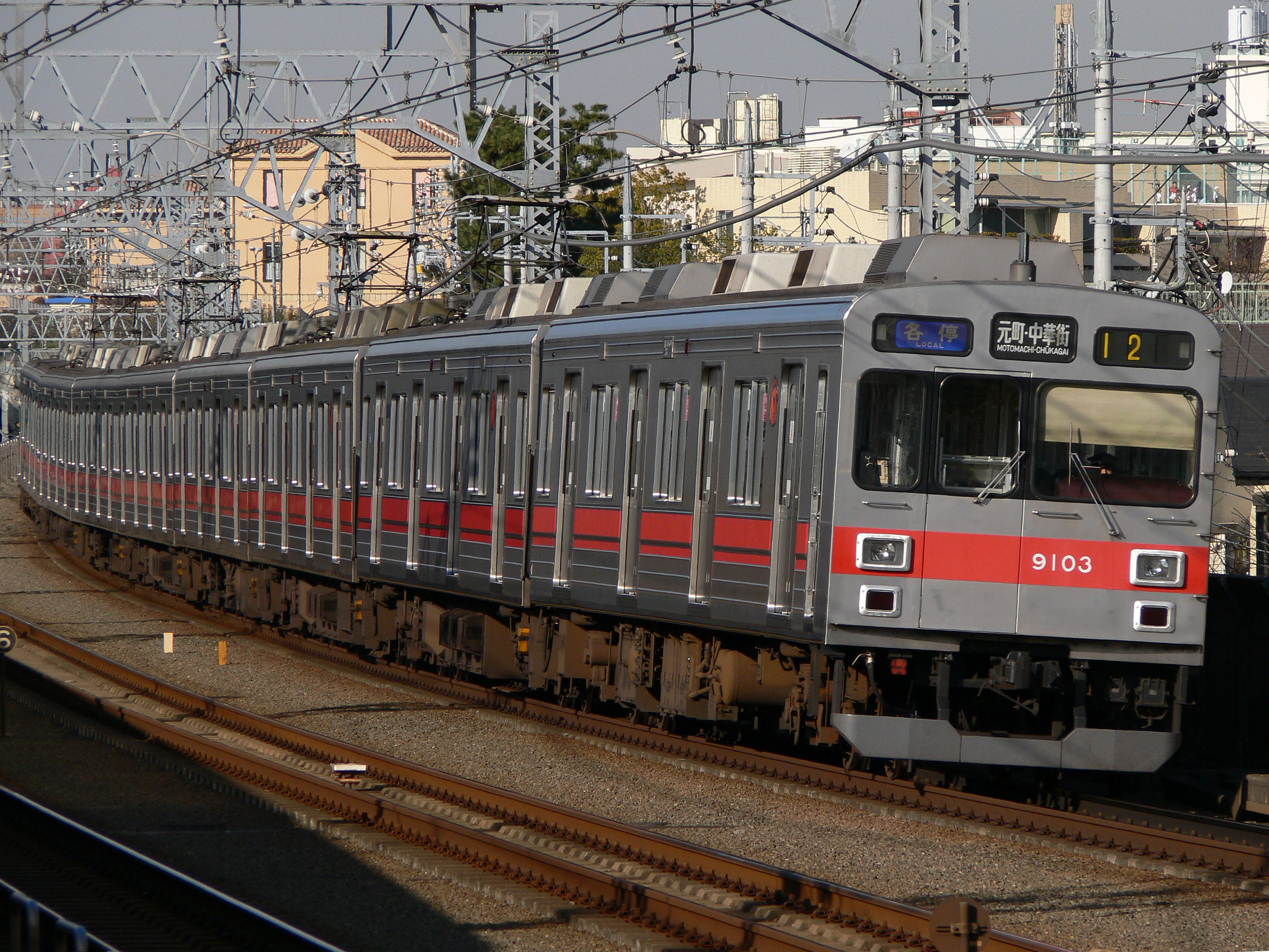
9000계
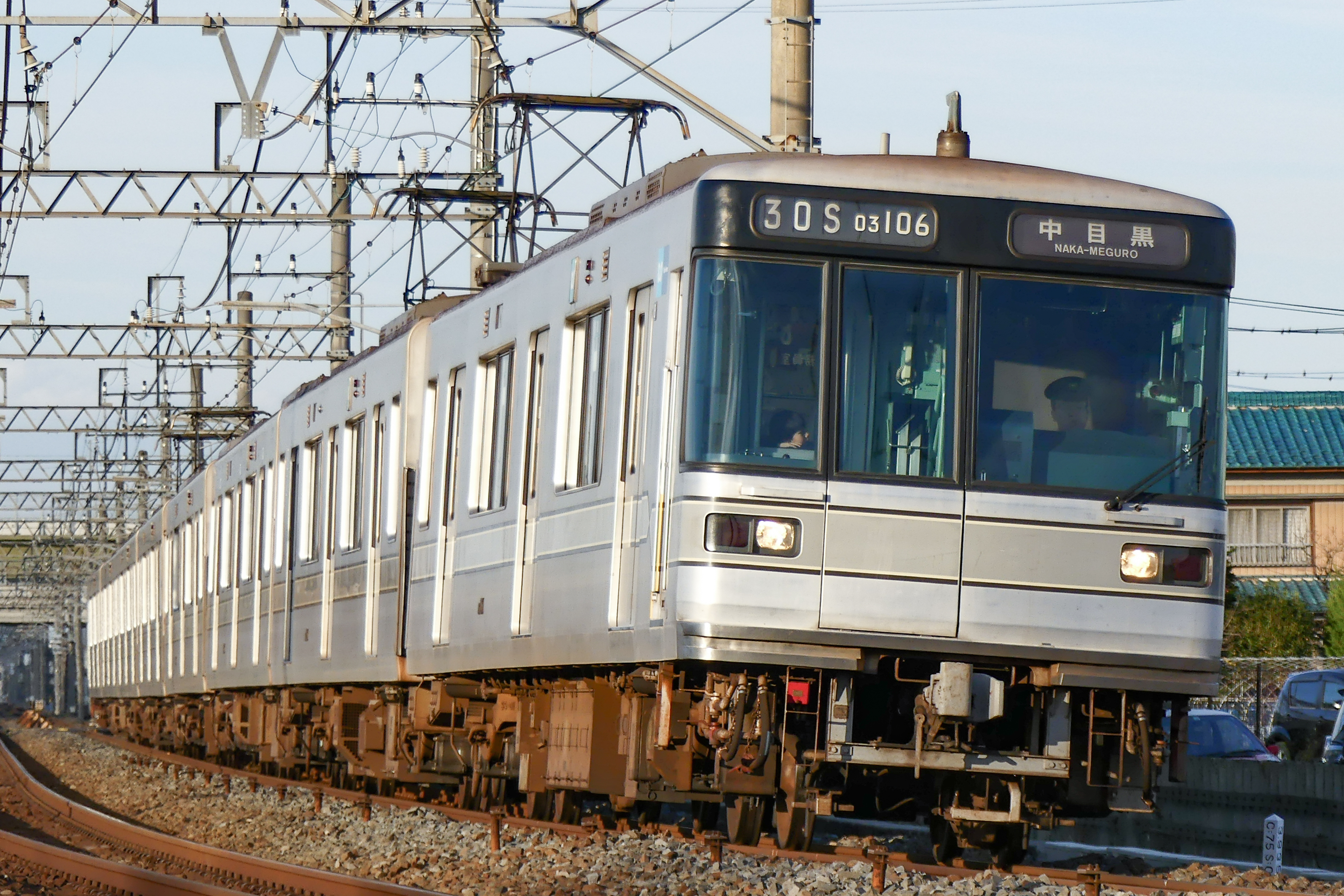
도쿄 메트로 03계

## 역 목록
| 역 번호 | 역명                               | 일어 역명                 | 급 행 | 통 특 | 특 급 | F | S | 접속 노선 | 역간 거리 | 누적 거리  | 소재지         | 소재지         | 소재지     |
| ------- | ---------------------------------- | ------------------------- | ----- | ----- | ----- | - | - | --- | --------- | ---------- | -------------- | -------------- | ---------- |
| TY 01   | 시부야                             | 渋谷                      | ●     | ●     | ●     | ● | ● | 덴엔토시 선 (DT 01) 야마노테 선 (JY 20) 사이쿄 선 (JA 10) 쇼난 신주쿠 라인 (JS 19) 게이오 전철 이노카시라 선 (IN 01) 도쿄 지하철 긴자 선 (G-01) 도쿄 지하철 한조몬 선 (Z-01) 도쿄 지하철 후쿠토신 선 (F-16, 직결 운행)                                      |           | 0.0        | 도 쿄 도       | 시부야구       | 시부야구   |
| TY 02   | 다이칸야마                         | 代官山                    | │     | │     | │     | │ | │ | | 1.5       | 1.5        | 도 쿄 도       | 시부야구       | 시부야구   |
| TY 03   | 나카메구로                         | 中目黒                    | ●     | ●     | ●     | ● | │ | 도쿄 지하철 히비야 선 (H-01) | 0.7       | 2.2        | 도 쿄 도       | 메구로구       | 메구로구   |
| TY 04   | 유텐지                             | 祐天寺                    | │     | │     | │     | │ | │ | | 1.0       | 3.2        | 도 쿄 도       | 메구로구       | 메구로구   |
| TY 05   | 가쿠게이 대학                      | 学芸大学                  | ●     | │     | │     | │ | │ | 1.0 | 4.2       |            | 도 쿄 도       | 메구로구       | 메구로구   |
| TY 06   | 도립대학 (도키와마쓰 학원 앞)      | 都立大学 (トキワ松学園前) | │     | │     | │     | │ | │ | 1.4 | 5.6       |            | 도 쿄 도       | 메구로구       | 메구로구   |
| TY 07   | 지유가오카                         | 自由が丘                  | ●     | ●     | ●     | ● | ● | 오이마치 선 (OM 10) | 1.4       | 7.0        | 도 쿄 도       | 메구로구       | 메구로구   |
| TY 08   | 덴엔초후                           | 田園調布                  | ●     | │     | │     | │ | │ | 메구로 선 (MG 08) | 1.2       | 8.2        | 도 쿄 도       | 오타구         | 오타구     |
| TY 09   | 다마가와                           | 多摩川                    | ●     | │     | │     | │ | │ | 메구로 선 (MG 09) 다마가와 선 (TM 01) | 0.8       | 9.0        | 도 쿄 도       | 오타구         | 오타구     |
| TY 10   | 신마루코                           | 新丸子                    | │     | │     | │     | │ | │ | 메구로 선 (MG 10) | 1.3       | 10.3       | 가 나 가 와 현 | 가 와 사 키 시 | 나카하라구 |
| TY 11   | 무사시코스기                       | 武蔵小杉                  | ●     | ●     | ●     | ● | │ | 메구로 선 (MG 11) 난부 선 (JN 07) 요코스카 선 (JO 15) 쇼난 신주쿠 라인 (JS 15) | 0.5       | 10.8       | 가 나 가 와 현 | 가 와 사 키 시 | 나카하라구 |
| TY 12   | 모토스미요시                       | 元住吉                    | │     | │     | │     | │ | │ | 메구로 선 (MG 12) | 1.3       | 12.1       | 가 나 가 와 현 | 가 와 사 키 시 | 나카하라구 |
| TY 13   | 히요시                             | 日吉                      | ●     | ●     | │     | │ | │ | 메구로 선 (MG 13) 요코하마시 교통국 지하철 그린 라인 (G 10) | 1.5       | 13.6       | 가 나 가 와 현 | 요 코 하 마 시 | 고호쿠구   |
| TY 14   | 쓰나시마                           | 綱島                      | ●     | │     | │     | │ | │ | | 2.2       | 15.8       | 가 나 가 와 현 | 요 코 하 마 시 | 고호쿠구   |
| TY 15   | 오쿠라야마                         | 大倉山                    | │     | │     | │     | │ | │ | 1.7 | 17.5      |            | 가 나 가 와 현 | 요 코 하 마 시 | 고호쿠구   |
| TY 16   | 기쿠나                             | 菊名                      | ●     | ●     | ●     | ● | │ | 요코하마 선 (JH 15) | 1.3       | 18.8       | 가 나 가 와 현 | 요 코 하 마 시 | 고호쿠구   |
| TY 17   | 묘렌지                             | 妙蓮寺                    | │     | │     | │     | │ | │ | | 1.4       | 20.2       | 가 나 가 와 현 | 요 코 하 마 시 | 고호쿠구   |
| TY 18   | 하쿠라쿠 (가나가와 대학 가까운 역) | 白楽 (神奈川大学最寄駅)   | │     | │     | │     | │ | │ | 1.2 | 21.4      | 가나가와구 | 가 나 가 와 현 | 요 코 하 마 시 |            |
| TY 19   | 히가시하쿠라쿠                     | 東白楽                    | │     | │     | │     | │ | │ | 0.7 | 22.1      | 가나가와구 | 가 나 가 와 현 | 요 코 하 마 시 |            |
| TY 20   | 단마치                             | 反町                      | │     | │     | │     | │ | │ | 1.2 | 23.3      | 가나가와구 | 가 나 가 와 현 | 요 코 하 마 시 |            |
| TY 21   | 요코하마                           | 横浜                      | ●     | ●     | ●     | ● | ● | 요코하마 고속철도 미나토미라이 선 (MM 01, 직결 운행) 도카이도 선 (JT 05) 요코스카 선 (JO 13) 쇼난 신주쿠 라인 (JS 13) 게이힌 도호쿠 선 · 네기시 선 (JK 12) 게이힌 급행 전철 본선 (KK 37) 사가미 철도 본선 (SO 01) 요코하마시 교통국 지하철 블루 라인 (B 20) | 0.9       | 24.2       | 가 나 가 와 현 | 요 코 하 마 시 | 니시구     |

- 급행 : 급행 정차역
- 통특 : 통근특급 정차역
- 특급 : 특급 정차역
- F : F-라이너 정차역
- S : S-train 정차역